# Să mori de dragoste rănită
Să mori de dragoste rănită este un film românesc din 2014 regizat de Iulia Rugină. Rolurile principale au fost interpretate de actorii Angela Similea, Angela Ștețcu, Paul Radu.

## Distribuție
Distribuția filmului este alcătuită din:
- Paul Radu
- Georgiana Stanciu
- Andreea Scrădeanu
- Ruxandra Șerban
- Ana Maria Bostan
- Dragoș Sora
- Eugen Matei Lumezianu
- Angela Similea
- Octavian Barbu
- Angela Ștețcu